# Richard von Pawelsz
Richard Wilhelm Heinrich von Pawelsz (Stade, 7. prosinca 1872. -  Berlin, 10. travnja 1943.) je bio njemački general i vojni zapovjednik. Tijekom Prvog svjetskog rata bio je načelnik stožera korpusa i više armija.

## Vojna karijera
Richard von Pawelsz rođen je 7. prosinca 1872. u Stadeu. U prusku vojsku stupio je kao kadet 1891. godine nakon čega je služio u raznim vojnim jedinicama pruske vojske. Od 1899. do 1902. pohađa Prusku vojnu akademiju nakon čega je unaprijeđen u satnika. Od travnja 1905. služi u stožeru IV. korpusa, da bi u siječnju 1907. postao zapovjednikom 4. donjošleske pukovnije. U rujnu 1911. Pawelsz je unaprijeđen u čin bojnika, te kao stožerni časnik služi u stožeru 27. pješačke divizije. U rujnu 1913. premješten je u stožer Glavnog inspektorata poljskoga topništva pri Glavnom stožeru, te na tom mjestu dočekuje i početak Prvog svjetskog rata.

## Prvi svjetski rat
Mjesec dana nakon početka Prvog svjetskog rata 25. kolovoza 1914. Pawelsz je premješten u stožer XXI. pričuvnog korpusa, da bi šest dana nakon toga premješten u stožer Mornaričke divizije kojom je zapovijedao Ludwig von Schröder s kojom sudjeluje u opsadi Antwerpena, te u bitkama kod Ypresa i na Yseru. U travnju 1915. Pawelsz postaje načelnikom stožera VII. korpusa da bi četiri mjeseca poslije u kolovozu bio unaprijeđen u čin potpukovnika. 
U travnju 1917. Pawelsz postaje načelnikom stožera 2. armije, da bi svega četiri mjeseca poslije postao načelnikom stožera 5. armije. Pawelsz je za zasluge koje je imao u njemačkim uspjesima 23. prosinca 1917. odlikovan ordenom Pour le Mérite. Kada je u veljači 1918. formirana Grupa armija Gallwitz pod zapovjedništvom zapovjednika 2. armije Maxa von Gallwitza, Pawelsz postaje njezinim načelnikom stožera.
U travnju 1918. Pawelsz je premješten na mjesto načelnika stožera 17. armije koju dužnost obavlja do kolovoza kada postaje načelnikom stožera Armijskog odjela A. Pred sam kraja rata Pawelsz je imenovan načelnikom stožera 7. armije na kojem mjestu dočekuje i kraj Prvog svjetskog rata.

## Poslije rata
Nakon završetka rata Pawelsz je još jedno vrijeme služio kao načelnik stožera 7. armije do njenog rasformiranja u siječnju 1919. godine. Nakon toga u veljači postaje predsjednikom Obrambenog odbora kojemu je bio zadatak razvoj i ponovni ustroj nove njemačke vojske. U travnju 1920. postaje načelnikom stožera II. vojnog područja, da bi u svibnju bio unaprijeđen u čin pukovnika. Nakon preustroja vojske postaje načelnikom stožera 2. pješačke divizije sa sjedištem u  Stettinu, dok u lipnju 1921. dobiva zapovjedništvo nad 9. pješačkom pukovnijom smještenom u Potsdamu. 
U listopadu 1922. postaje zapovjednikom Glavnog zapovjedništva 1 koju dužnost obavlja do studenog 1925. kada postaje zapovjednikom 4. pješačke divizije sa sjedištem u Dresdenu. Prije toga, u veljači 1923. unaprijeđen je u general bojnika, dok je čin general poručnika dobio u kolovozu 1925. godine. U svibnju 1926. imenovan je zapovjednikom IV. vojnog područja koju dužnost obavlja do veljače 1927. kada postaje povjerenikom njemačke vlade za pitanja razoružanja. U travnju 1930. unaprijeđen je u generala pješaštva, te je s tim činom taj mjesec i umirovljen.
Richard von Pawelsz preminuo je 10. travnja 1943. u Berlinu u 71. godini života.

## Vanjske poveznice
(eng.) Richard von Pawelsz na stranici Prussianmachine.com

(njem.) Richard von Pawelsz na stranici Lexikon-der-Wehrmacht.de